# François Gerboud
Pour les articles homonymes, voir Gerboud.
François Gerboud, né le 19 mars 1881 à Voreppe et mort le 24 octobre 1949 à Grigny, était un syndicaliste et homme politique français.

## Biographie
Fils d'un chef de gare, François Gerboud fait des études techniques d'ajusteur-mécanicien à l'École nationale professionnelle de Voiron.
En 1906, il entre comme mécanicien à la compagnie des chemins de fer du PLM. Membre du syndicat des cheminots, il est révoqué en 1920 pour faits de grève. 
Militant de la SFIO, il est conseiller municipal de Grigny en 1919 puis adjoint au maire et enfin maire de 1925 à 1941. 
En 1924, candidat sur la liste du Cartel des gauches conduite par le maire de Lyon Édouard Herriot, il est élu député du Rhône, inscrit au groupe socialiste. À la Chambre des députés, il est membre des commissions de l'hygiène, des pensions, des travaux publics et d'Alsace-Lorraine et prend part à la discussion dans les débats relatifs à la réintégration des cheminots révoqués en 1926.
Candidat à sa réélection aux législatives de 1928 dans la 11e circonscription de Lyon, il arrive en troisième position derrière Jean-Baptiste Delorme et le radical-socialiste Jean-Marie Fillon, et se désiste en faveur de ce dernier.

## Détail des fonctions et des mandats
Mandat parlementaire
- 11 mai 1924 - 31 mai 1928 : député du Rhône

Mandat local
- 20 juin 1925 - 19 mai 1929 : maire de Grigny
- 19 mai 1929 - 5 mai 1935 : maire de Grigny
- 5 mai 1935 - 1941 : maire de Grigny